# Sprachenfreiheit
Sprachenfreiheit bezeichnet in der Schweiz das in der Bundesverfassung (BV) gewährleistete Grundrecht, dass jeder frei wählen kann, welche Sprache er sprechen möchte.
In Artikel 18 der Bundesverfassung heißt es:
„Die Sprachenfreiheit ist gewährleistet.“
Niemand kann gezwungen werden, eine Sprache „abzulegen“ oder eine andere zu benutzen. Es bedeutet konkret, dass keine Person wegen der Sprache, mit der sie kommuniziert, von den ihr zustehenden Rechten ausgeschlossen werden darf. Darunter fällt auch die Gebärdensprache.